# Зелені Ключі
Зеле́ні Ключі́ (каз. Зелёные Ключи) — село у складі Абайського району Карагандинської області Казахстану. Входило до складу Коксуського сільського округу. Ліквідоване 2023 року шляхом включення до складу адміністративно-територіальної одиниці та території села Коксу Коксуського сільського округу, а потім зняте з облікових даних.
Населення — 42 особи (2021; 49 у 2009, 184 у 1999, 471 у 1989).
Національний склад станом на 1989 рік:
- росіяни — 43 %.